# Ariperto II
Ariperto II o Ariberto (... – Pavia, marzo 712) è stato re dei Longobardi e re d'Italia dal 702 al 712.

## Biografia
Figlio del duca di Torino Ragimperto, nel 700 sostenne il padre nella sua ascesa al trono contro il figlio del defunto Cuniperto, Liutperto. Il tentativo riuscì grazie al sostegno dei Longobardi di Neustria (come all'epoca era chiamata la regione nord-occidentale del regno) e Ragimperto associò il figlio al trono (701), ma pochi mesi dopo morì; Ariperto venne imprigionato dai sostenitori di Liutperto, il reggente Ansprando e il duca di Bergamo Rotarit, che riportarono sul trono il giovane figlio di Cuniperto.
Ariperto riuscì a fuggire e l'anno successivo 702 sconfisse a Pavia i protettori di Liutperto; depose e fece imprigionare il giovane re e si incoronò al suo posto. Rotarit, a Bergamo, perseverò nella sua opposizione e si proclamò a sua volta re; Ariperto marciò contro di lui, lo sconfisse dopo un sanguinoso assedio e, dopo avergli fatto rasare il capo e la barba in segno di disprezzo (era il trattamento applicato a schiavi e prigionieri di guerra), lo relegò a Torino dove lo fece uccidere. Anche Liutperto venne soppresso, affogato durante un bagno. Sfuggì alla cattura Ansprando, che riparò prima sull'Isola Comacina, poi presso il duca di Baviera. Ariperto imprigionò però i suoi famigliari (la moglie e i figli), che fece orribilmente mutilare; si salvò soltanto il giovanissimo figlio minore, Liutprando, che venne restituito al padre.
Ridusse, subito dopo, il ducato di Bergamo a gastaldato per controllare direttamente, attraverso suoi uomini di fiducia, il gruppo di potere che si era costituito a Bergamo divenuta, fin dalla morte di Clefi, uno dei più forti ducati longobardi. Un nuovo tentativo di rivolta fu ordito, poco dopo, dal duca del Friuli, Corvolo; Ariperto lo sconfisse, lo fece accecare e lo sostituì con il fedele Pemmone.
Proseguì la politica filocattolica della dinastia bavarese, cui apparteneva, restituendo al papa i territori sulle Alpi Cozie occupate dai suoi predecessori e cercando l'amicizia tanto del pontefice quanto dei Bizantini, senza approfittare dalla crisi che in quel momento colpiva l'Impero e che stava portando le sue province italiane a sempre maggiori distacco e autonomia.
Superate le tensioni iniziali, il regno di Ariperto fu pacifico e prosperoso ma, stando a Paolo Diacono, il re maturò con il tempo una crescente e profonda diffidenza verso tutti, rasentando la mania di persecuzione. Si travestiva per poter ascoltare in incognito ciò che si pensava di lui nella corte e tra il popolo di Pavia. Leggendaria era anche la sua avarizia: quando riceveva un ambasciatore straniero, si presentava in abiti grossolani e dimessi, per non incoraggiare la voglia di bottino degli altri sovrani.
All'inizio del 712 Ansprando riuscì a raccogliere un esercito in Baviera e calò in Italia; lo scontro, protratto fino al calar delle tenebre, avvenne a marzo ed ebbe un esito incerto. Ariperto sembrava avere la meglio, tanto che i Bavari erano sul punto di abbandonare il campo, ma commise il grave errore di rientrare immediatamente a Pavia. I suoi soldati, offesi da quello che ritennero un atto di viltà, lo abbandonarono. Ariperto tentò di eclissarsi abbandonando la capitale per rifugiarsi presso i Franchi, mentre fuggivano anche suo fratello e suo figlio. Ariperto annegò nel Ticino, appesantito dal tesoro con cui stava cercando di fuggire, e dopo di lui nessun altro esponente della dinastia bavarese sarebbe ritornato sul trono longobardo. Venne sepolto nella chiesa di San Salvatore.